# 一秒ごとに Love for you
「一秒ごとに Love for you」（いちびょうごとに ラブ・フォー・ユー）は、倉木麻衣の楽曲。彼女の29作目のCDシングルとして2008年7月9日にNORTHERN MUSICから発売された。

## 概要
楽曲は、よみうりテレビ系テレビアニメ『名探偵コナン』オープニングテーマ。「白い雪」（2006年）以来9度目の『名探偵コナン』のタイアップで約1年半ぶり。オープニングテーマとしては「Growing of my heart」（2005年）以来約2年半ぶりとなった。同アニメのオープニング内で、この曲の宣伝（背景にイラストとして倉木本人が登場）が行われている。このような演出はこの同アニメオープニングにおいて初めての事である。
シングル盤は初回限定盤（VNCM-6007）と通常盤（VNCM-6008）の2種リリースで、初回盤には「一秒ごとに Love for you」のミュージック・ビデオを収録したDVDが同梱されている。

## 収録曲
1. 一秒ごとに Love for you (4:00)
作詞：倉木麻衣、作曲：大野愛果、編曲：Cybersound
2. ずっと... (4:13)
作詞：倉木麻衣、作曲・編曲：岡本仁志
3. 一秒ごとに Love for you -instrumental- (4:00)
4. ずっと... -instrumental- (4:10)

DVD
1. 一秒ごとに Love for you （music clip）

## 収録アルバム
- touch Me!
- ALL MY BEST
- THE BEST OF DETECTIVE CONAN 4 〜名探偵コナン テーマ曲集4〜
- 倉木麻衣×名探偵コナン COLLABORATION BEST 21 -真実はいつも歌にある!-

| テレビアニメ『名探偵コナン』オープニングテーマ 2008年6月16日 - 2008年9月8日 |                                      |                            |
| 前作: ZARD 「愛は暗闇の中で」                                               | 倉木麻衣 「一秒ごとに Love for you」 | 次作: Naifu 「Mysterious」 |